# Битва при Вуэльта де Облигадо
Битва при Вуэльта де Облигадо (исп. Batalla de la Vuelta de Obligado) — морское сражение, произошедшее на реке Парана у Вуэльта-де-Облигадо 20 ноября 1845 года во время Гражданской войны в Уругвае между флотом Аргентинской конфедерации и объединённой англо-французской блокирующей эскадрой.

## Ход сражения
Международный отряд, предназначенный для действий на реке Паране, состоял из 2 английских и 1 французского колесных пароходов и 4 английских и 3 французских небольших парусных судов, малая осадка которых позволяла войти в реку. Артиллерия этого отряда была слаба, и у английских судов был весьма ограниченный боевой запас. Кроме команд, на суда был взят десантный отряд в 600 человек.

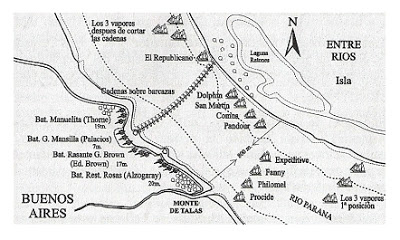
Карта сражения

По приказу правителя Росаса был протянут поперек реки у Вуэльта-де-Облигадо цепной бон на небольших судах, построены на правом берегу 4 батареи, у левого же берега стали 1 бригантина Republicano с 6 орудиями и 2 канонерские лодки Restaurador и Lagos и несколько барж. Против середины реки, имеющей здесь около ½ мили ширины, были изготовлены 12 брандеров. Эту позицию занимали 2000 солдат.

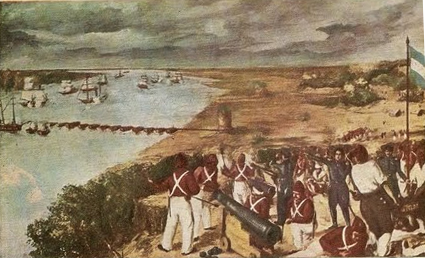
Аргентинские батареи

8 ноября союзная экспедиция вышла с острова Мартин-Гарсия и 18 стала на якорь в 2 милях ниже Вуэльта-де-Облигадо. Командующий английскими судами Салливан лично произвел ночью промер на шлюпках под самыми батареями Росаса. 20 ноября, утром, он с 2 английскими и 2 французскими парусными судами стал подниматься вдоль правого берега, а командующий французскими судами капитан Треуар (фр. Tréhouart), тоже с 2 английскими и 2 французскими судами, поднимался вдоль левого берега; подойдя к аргентинским батареям, союзники открыли по ним огонь. Батареи отвечали жестоким огнём, сильно повредившим атакующие суда. Через 2 часа после начала боя, у брига San Martin, флагманского судна Треуара, сильно подбитого, лопнул якорный канат и его понесло вниз по течению. В то же время на аргентинской шхуне, стоявшей у правого берега, произошел взрыв. Этим воспользовался Готам, который с тремя пароходами, преодолев препятствия и прорвав заграждения, овладел батареями правого берега. Сильное течение и слабый ветер мешали парусным судам занимать свои места по диспозиции, а повреждения якорных канатов заставляли некоторые из них дрейфовать под огнём неприятеля и снова занимать свои места.
Три парохода, входившие в состав экспедиции, сперва было решено держать в резерве, пока не будет разведён бон, так как боялись за повреждение их механизмов; но затруднительное положение Треуара вынудило их подойти к нему на помощь. Около полудня аргентинская шхуна, подожжённая своей командой, перебравшейся на берег, взлетела на воздух. Тогда отряд, посланный на шлюпках к бону, несмотря на огонь с батарей, развёл его, и тотчас же пароходы, пройдя к батареям № 1, 2 и 3, уже сильно подбитым, высадили десант на берег и заняли эти батареи. Батарея № 4 сдалась на другой день без боя, но Росас с главными силами отступил.
В бою у Вуэльта-де-Облигадо по сведениям союзников англичане потеряли 9 убитыми и 27 ранеными; французы — 15 убитыми и 45 ранеными.

## Результаты сражения

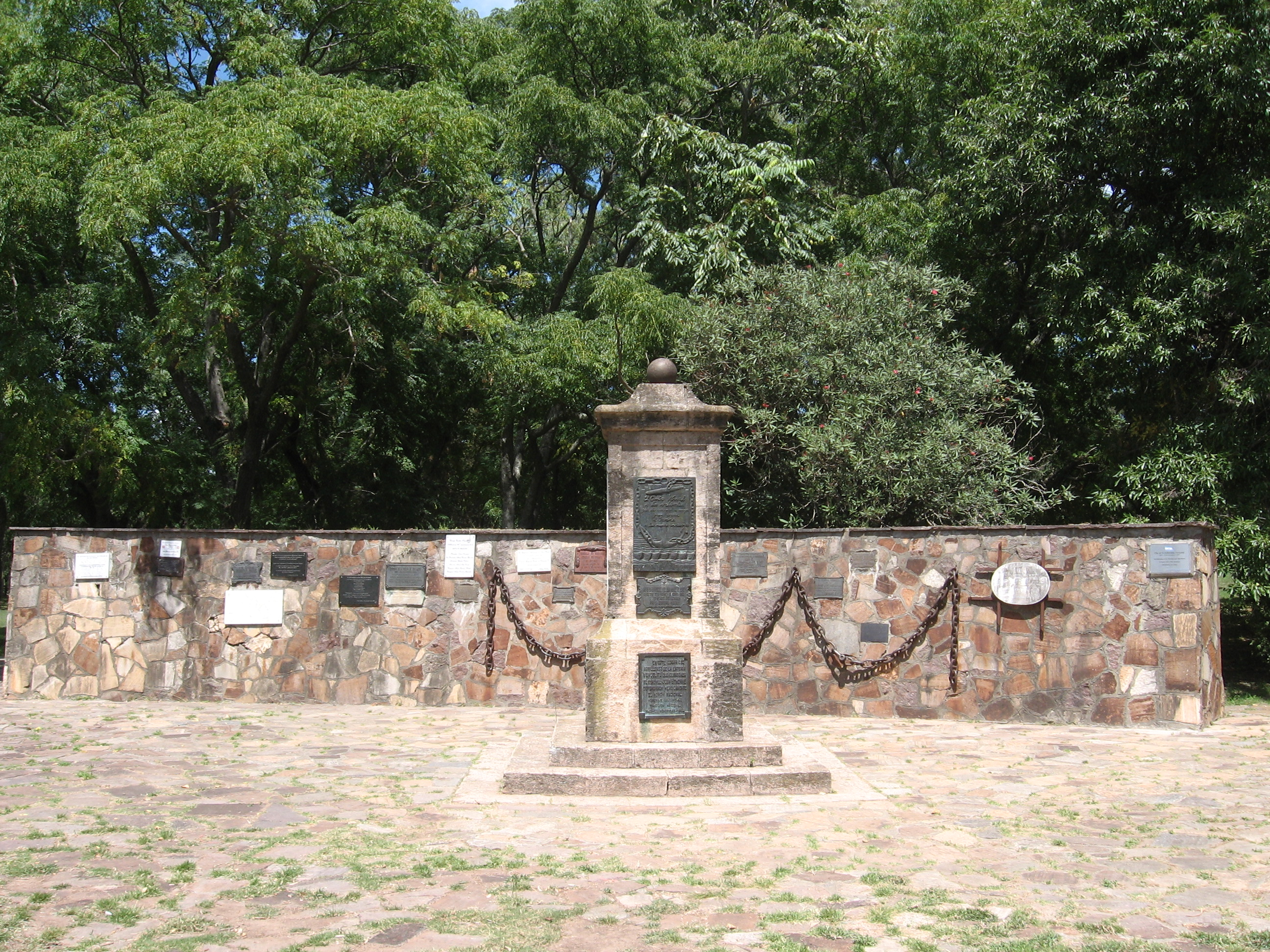
Памятник на месте битвы

Несмотря на то, что атакующие силы прорвали аргентинскую военно-морскую оборону и смяли её на суше, сражение не достигло окончательного успеха и иностранные корабли не смогли безопасно продвинуться во внутренние аргентинские воды. Сражение также изменило политический климат в Южной Америке, усилив поддержку Росаса и его правительства.
В 1850 году французы и британцы вывели свои войска после подписания соглашения, которое стало триумфальным для Хуана Мануэля де Росаса и его Федеральной партии Аргентины.
Ежегодную годовщину сражения у Вуэльта-де-Облигадо в Аргентине отмечают во время праздника Национального суверенитета страны.